# Biblioteca do Escoteiro-Mirim
A Biblioteca do Escoteiro-Mirim foi uma coleção de livros infantis com os personagens de Walt Disney, lançada pela editora brasileira Nova Cultural em 1985. Composto por 20 volumes em capa dura, é um conjunto de todos os manuais Disney produzidos pela Abril entre os anos 70 e 80 (Manual do Mickey, do Tio Patinhas, do Zé Carioca, da Vovó Donalda etc.), com algumas actualizações, distribuídos em secções temáticas de acordo com os manuais de origem. Alguns exemplos: “Escoteiros em Ação” (Manual do Escoteiro-Mirim), “Inventos e Inventores” (Manual do Professor Pardal), “O Importante é Competir" (Manual dos Jogos Olímpicos).
A coleção era acompanhada de uma estante plástica. As lombadas dispostas na ordem certa formavam uma ilustração temática dos Escoteiros-Mirins, com Donald, Margarida, Huguinho, Zezinho e Luisinho.
Fazia uma abordagem de diversos temas da época, além de assuntos referentes às matérias escolares, numa linguagem fácil e divertida. Os textos eram muitas vezes apresentados através de diálogos com os personagens Disney (Pato Donald, Tio Patinhas,Huguinho, Zezinho e Luisinho, Margarida, Mickey, Pateta, Peninha, Gastão etc.). Assuntos das mais diversas áreas eram ensinados em seus textos, geralmente curtos (de uma a três páginas, em média) e de forma lúdica e divertida (como bolsa de valores, funcionamento de aparelhos eletrônicos, distintivos de clubes de futebol, dicas para sobrevivência na mata, História das Olimpíadas, receitas de sanduíches e tortas, entre outros).
Originalmente os volumes avulsos eram vendidos nas bancas. Mais tarde a coleção completa passou a ser vendida em marketing direto pela Nova Cultural e pelo Círculo do Livro. A edição do Círculo do Livro, idêntica no conteúdo, incluía numeração nas lombadas. Hoje é encontrada em sebos ou em reedições.